# Hommée
Hommée, abgekürzt „Hom“, war ein französisches Flächenmaß. Es war nur an einigen Orten Frankreichs in Anwendung. Es bestimmte die Größe von Ackerland, Wiesen und Weinanbauflächen.
Grundlage war die Leistung eines Menschen an einem Tag, also ein Tagwerksmaß.
So war im Einzelnen:
- Ackerland 1 Hommée = bearbeitbare Fläche mit Hakenpflug je Tag und Mensch
- Wiesenland 1 Hommée = bearbeitbare Fläche durch Mähen je Tag und Mensch
- Weinanbauland 1 Hommée = bearbeitbare Fläche mit der Hacke je Tag und Mensch

In den Provinzen Berry und Lyonnais waren beispielsweise
- 8 Hommées = 1 Pariser Arpent/Morgen = 3418 4/5 Quadratmeter
- 1 Hommée = knapp 430 Quadratmeter = 65 1/3 Toise2 = 431,1 Quadratmeter (Weinberge im Raum Lyon)[1]

In anderen Regionen (Belleville, Monsols) nannte man das Maß Ouv und das hatte 800 Pas2, was einer Fläche von 527,6 Quadratmeter entsprach.

## Belege
1. 1 2 3  Jan Gyllenbok: Encyclopaedia of Historical Metrology, Weights and Measures. Band 2, Verlag Birkhäuser, 2018, ISBN 978-3-319-66690-7, S. 1123.